# Lucyna Szubel
Lucyna Szubel (ur. 16 lutego 1932 w Starachowicach, zm. 14 lipca 2020) – polska poetka, autorka prozy poetyckiej, artykułów publicystyczno-kulturalnych i recenzenckich.

## Życiorys
Debiut literacki w 1967 r. Ogłosiła drukiem w czasopismach krajowych i zagranicznych (USA, Australia, Kanada, Anglia, Szwajcaria) setki wierszy i miniatur prozą. Wiersze dla dzieci wykorzystywane są w podręcznikach szkolnych dla szkół podstawowych. Całokształt twórczości posłużył wielokrotnie za temat prac magisterskich i doktorskich (Uniwersytet Jagielloński, Uniwersytet Śląski). Wizerunek poetycki znalazł się w Księdze Złotych Myśli Ludzi Wielkiego Serca i Talentu (Warszawa 2003).
Laureatka ponad 40 konkursów literackich ogólnopolskich i regionalnych. Jej wiersze można usłyszeć w PR – Kraków, Katowice, Warszawa oraz w Detroit i Livonii. Scenariusz Jasełek kilkakrotnie był wystawiany w kraju i w Detroit. Wydała 17 zbiorów poetyckich. Jest współautorką 46 antologii. Opracowała i opatrzyła wstępem 18 zbiorów poetyckich.
Pracę literacką łączy z działalnością kulturalną (m.in.: w latach 1977-1997 prezes Grupy Literackiej Gronie w Żywcu, współzałożycielka Grupy Twórczej Cumulus w Chrzanowie, Grupy Poetyckiej Słowo w Katowicach). Współpracuje z instytucjami kulturalnymi, szkołami, bibliotekami, muzeami, parafiami w Chrzanowie. Ma za sobą dziesiątki spotkań autorskich w kraju i za granicą (Detroit, Livonia, Waterford, Orchard Lake i in.). Zasłużony działacz kultury.
Nagrodzona i wyróżniona Dyplomem Honorowym przez Ministra Kultury. Otrzymała Medal za Zasługi dla Chrzanowa i Ziemi Chrzanowskiej, i takiż za Zasługi dla Żywca i Bielska-Białej. Członek Społecznej Rady Kultury w Chrzanowie. Zrzeszona w Stowarzyszeniu Autorów Polskich. W 2007 roku na 40-lecie pracy literackiej i działalności kulturalno-oświatowej otrzymała Dyplom Honorowy i Nagrodę Specjalną Ministerstwa Kultury i Dziedzictwa Narodowego.
Zmarła 14 lipca 2020.

## Wybrane publikacje książkowe

### Tomiki poetyckie
- Trzecia strona liścia (1993)
- Kaczeńce. Wiersze dla dzieci (1993)
- Tarnina zakwita nocą (1995)
- Sąsiedzi z Talmudu (2008)

### Antologie literackie
- Dorastanie do błękitu (1986)
- Na słoneczne i deszczowe dni. Wiersze i scenariusze poetyckie dla dzieci (1998)
- Maryjny strumień poezji (1999)

## Nagrody
- III nagroda w Konkursie Kornela Makuszyńskiego (Warszawa; wiersze dla dzieci)
- II nagroda za scenariusz poetycki Źródło-Scena (Warszawa)
- Czterokrotnie I nagroda w Konkursie Poetyckim O Herb Grodu (Chrzanów)
- Trzykrotnie I nagroda w Konkursie im. Leopolda Staffa (Starachowice, Skarżysko-Kamienna)
- Tytuł Zasłużony Działacz Kultury przyznany przez Ministerstwo Kultury (1986)
- Nagroda Burmistrza miasta Chrzanowa za Zasługi dla Rozwoju Chrzanowa i Ziemi Chrzanowskiej (1997)
- Medale Rad Miejskich w Chrzanowie, Żywcu i Bielsku-Białej